# Laureus World Sports Awards
Svetovne športne nagrade Laureus (izvirno Laureus World Sports Awards), znane kot športni oskarji, so vsakoletno svetovno najprestižnejše podeljene nagrade na področju športa posameznikom kot tudi ekipam za najboljše dosežke skozi vse preteklo leto. Ustanovljene leta 1998 na pobudo fundacije "Laureus Sport for Good Foundation" pod pokroviteljstvom dveh velikih korporacij, nemškega podjetja Daimler AG in švicarskega Richemont. In so finančno podprte s strani njunih globalnih partnerjev kot so Mercedes-Benz, IWC Schaffhausen in Mitsubishi UFJ Financial Group. Ideja o tej fundaciji, ustanovljena predvsem z namenom ustanovitve, je zrasla že v začetku devetdesetih.
Te nagrade podpirajo delo fundacije Laureus Sport for Good, ki podpira okoli več kot 160 projektov posameznih skupnosti v skupno več kot 40 različnih državah. V teh njihovih programih se zavzemajo za to da bi šport mlade spravil z napačne poti, proti diskriminaciji in da ima šport to moč da svet lahko spremeni na bolje. Ime "Laureus" izvira iz grške besede, ki predstavlja simbol zmage. 
Tudi Slovenija ima dve nominaciji in sicer je bila Tina Maze nominirana v letih 2014 in 2015.

## Zgodovina
Šport ima to moč, da spreminja svet in nas inspirira. Ima moč združevanja ljudi kot nobena druga stvar. Mlade naslavlja v jeziku, ki ga razumejo. Šport pa daje upanje tudi povsem obupanim.

Nelson Mandela, 2000
25. maja 2000 je bila v Monaku, šele dve leti po ustanovitvi fundacije Laureus Sport for Good, organizirana prva podelitev medalj, pod patronatom Nelsona Mandele, čigar govor je Edwin Moses označil za kultnega. Prvo prireditev z 7 rednimi kategorijami sta vodila ameriška igralca Jeff Bridges and Dylan McDermott. 
Dve od glavnih nagrad sta bili pozneje razveljavljeni: za ameriškega kolesarja Lancea Armstronga in ameriško atletinjo Marion Jones je bilo naknadno ugotovljeno, da sta uporabljala zdravila za izboljšanje zmogljivosti, zato so jima odvzeli nagradi. Oba sta sicer na seznamu označena z zvezdico.
Prireditev se skozi leta menjuje po mestih širom sveta, dogodek pa v živo prenaša okrog 160 držav sveta.

## Kategorije
Laureusov panel, ki ga predstavlja več kot 1,000 športnih novinarjev iz več kot 70 držav, sestavljajo kratko listo nominirancev v 6 kategorijah.
Lauresova svetovna športna akademija je združenje 68 nekdanjih športnikov, prostovoljcev ki podpirajo delo fundacije Laureus Sport for Good in ki na koncu izglasujejo zmagovalce v vseh kategorijah, tudi diskrecijske nagrade. Trenutno predsedujoči je Sean Fitzpatrick, nekdanji novozelandski igralec ragbija. Člani Akademije s tajnim glasovanjem izglasujejo zmagovalce.

### Glavne nagrade
- Laureusov svetovni športnik leta
- Laureusova svetovna športnica leta
- Laureusova svetovna športna ekipa leta
- Laureusov svetovni športni povratnik leta
- Laureusov svetovni športni preboj leta
- Laureusov ekstremni športnik leta

### Diskrecijske nagrade
- Za življenjske dosežke
- Sport for Good Award
- Spirit of Sport Award

## Gostitelji

### Po letih
| Leto | Kraj | Prizorišče | Opomba |
| ---- | --- | --- | --- |
| 2000 | Monako | Sporting Club | Patronat Nelson Mandela |
| 2001 | Monako | Grimaldi Forum | Patronat Prince Albert |
| 2002 | Monako | Grimaldi Forum | |
| 2003 | Monako | Grimaldi Forum | |
| 2004 | Lizbona | Cultural Centre of Belém                                                                                                   | Patronat José Manuel Barroso                                                                                               |
| 2005 | Estoril | Casino Estoril | |
| 2006 | Barcelona | Parc del Fòrum | |
| 2007 | Barcelona | Palau Sant Jordi | Patronat Juan Carlos I. |
| 2008 | Saint Petersburg | Mariinsko gledališče | prisoten Vladimir Putin |
| 2009 | podelitev odpadla zaradi svetovne gospodarske krize; nagrade so podelili ločeno na drugih prireditvah med majem in junijem | podelitev odpadla zaradi svetovne gospodarske krize; nagrade so podelili ločeno na drugih prireditvah med majem in junijem | podelitev odpadla zaradi svetovne gospodarske krize; nagrade so podelili ločeno na drugih prireditvah med majem in junijem |
| 2010 | Abu Dabi | Emirates Palace | |
| 2011 | Abu Dabi | Emirates Palace | |
| 2012 | London | Central Hall Westminster                                                                                                   | |
| 2013 | Rio de Janeiro | Theatro Municipal | |
| 2014 | Kuala Lumpur | Istana Budaya | |
| 2015 | Šanghaj | Shanghai Grand Theatre | |
| 2016 | Berlin | Palais am Funkturm | |
| 2017 | Monako | Sporting Club | |
| 2018 | Monako | Sporting Club | |
| 2019 | Monako | Sporting Club | |
| 2020 | Berlin | Verti Halle | Dvajseta obletnica nagrad                                                                                                  |
| 2021 | Sevilja | Splet | Virtualna prireditev |
| 2022 | Sevilja | Splet | Virtualna prireditev |
| 2023 | Pariz | Pavillon Vendome | |
| 2024 | Madrid | Palacio de Cibeles | |
| 2025 | Madrid | Palacio de Cibeles | |

## Zmagovalci in nominiranci

### Laureusov svetovni športnik leta
| Leto | Slika                      | Dobitnik                            | Država     | Šport       | Nominiranci | Ref.          |
| ---- | -------------------------- | ----------------------------------- | ---------- | ----------- | --- | ------------- |
| 2000 | Tiger Woods in 1997        | Tiger Woods                         | ZDA        | Golf        | Andre Agassi (tenis) Maurice Greene (atletika)                                                                                          | [ 5 ] [ 6 ]   |
| 2001 | Tiger Woods in 2001        | Tiger Woods                         | ZDA        | Golf        | Steve Redgrave (veslanje) Michael Schumacher (F1) Ian Thorpe (plavanje) P. van den Hoogenband (plavanje)                                | [ 7 ] [ 8 ]   |
| 2002 | Michael Schumacher in 1994 | Michael Schumacher                  | Nemčija    | Formula 1   | Lance Armstrong* (kolesarstvo) Maurice Greene (atletika) Ian Thorpe (plavanje) Tiger Woods (golf)                                       | [ 9 ]         |
| 2003 | Lance Armstrong in 2003    | Lance Armstrong* (naknadno odvzeto) | ZDA        | Kolesarstvo | Ole Einar Bjorndalen (biatlon) Ronaldo (nogomet) Michael Schumacher (F1) Tiger Woods (golf)                                             | [ 10 ] [ 11 ] |
| 2004 | Michael Schumacher in 2005 | Michael Schumacher                  | Nemčija    | Formula 1   | Lance Armstrong* (kolesarstvo) Roger Federer (tenis) Michael Phelps (plavanje) Valentino Rossi (MotoGP) Jonny Wilkinson (rugby union)   | [ 12 ] [ 13 ] |
| 2005 | Federer in 2005 at US Open | Roger Federer                       | Švica      | Tenis       | Lance Armstrong* (kolesarstvo) Hicham El Guerrouj (atletika) Michael Phelps (plavanje) Valentino Rossi (MotoGP) Michael Schumacher (F1) | [ 14 ] [ 15 ] |
| 2006 | Roger Federer in 2005      | Roger Federer                       | Švica      | Tenis       | Fernando Alonso (F1) Lance Armstrong* (kolesarstvo) Ronaldinho (nogomet) Valentino Rossi (MotoGP) Tiger Woods (golf)                    | [ 16 ] [ 17 ] |
| 2007 | Roger Federer in 2006      | Roger Federer                       | Švica      | Tenis       | Fernando Alonso (F1) Fabio Cannavaro (nogomet) Asafa Powell (atletika) Michael Schumacher (F1) Tiger Woods (golf)                       | [ 18 ] [ 19 ] |
| 2008 | Roger Federer in 2007      | Roger Federer                       | Švica      | Tenis       | Tyson Gay (atletika) Kaká (nogomet) Michael Phelps (plavanje) Kimi Räikkönen (F1) Tiger Woods (golf)                                    | [ 20 ] [ 21 ] |
| 2009 | Usain Bolt in 2009         | Usain Bolt                          | Jamajka    | Atletika    | Lewis Hamilton (F1) Rafael Nadal (tenis) Michael Phelps (plavanje) Cristiano Ronaldo (nogomet) Valentino Rossi (MotoGP)                 | [ 22 ] [ 23 ] |
| 2010 | Usain Bolt in 2011         | Usain Bolt                          | Jamajka    | Atletika    | Kenenisa Bekele (atletika) Alberto Contador (kolesarstvo) Roger Federer (tenis) Lionel Messi (nogomet) Valentino Rossi (MotoGP)         | [ 24 ] [ 25 ] |
| 2011 | Rafael Nadal in 2011       | Rafael Nadal                        | Španija    | Tenis       | Kobe Bryant (košarka) Andrés Iniesta (nogomet) Lionel Messi (nogomet) Manny Pacquiao (boks) Sebastian Vettel (F1)                       | [ 26 ] [ 27 ] |
| 2012 | Novak Djokovic in 2012     | Novak Djokovic                      | Srbija     | Tenis       | Usain Bolt (atletika) Cadel Evans (kolesarstvo) Lionel Messi (nogomet) Dirk Nowitzki (košarka) Sebastian Vettel (F1)                    | [ 28 ] [ 29 ] |
| 2013 | Usain Bolt in 2012         | Usain Bolt                          | Jamajka    | Atletika    | Mo Farah (atletika) Lionel Messi (nogomet) Michael Phelps (plavanje) Sebastian Vettel (F1) Bradley Wiggins (kolesarstvo)                | [ 30 ] [ 31 ] |
| 2014 | Sebastian Vettel in 2012   | Sebastian Vettel                    | Nemčija    | Formula 1   | Usain Bolt (atletika) Mo Farah (atletika) LeBron James (košarka) Rafael Nadal (tenis) Cristiano Ronaldo (nogomet)                       | [ 32 ] [ 33 ] |
| 2015 | Novak Djokovic in 2015     | Novak Djokovic                      | Srbija     | Tenis       | Lewis Hamilton (F1) Renaud Lavillenie (atletika) Marc Márquez (MotoGP) Rory McIlroy (golf) Cristiano Ronaldo (nogomet)                  | [ 34 ] [ 35 ] |
| 2016 | Novak Djokovic in 2016     | Novak Djokovic                      | Srbija     | Tenis       | Usain Bolt (atletika) Stephen Curry (košarka) Lewis Hamilton (F1) Lionel Messi (nogomet) Jordan Spieth (golf)                           | [ 36 ] [ 37 ] |
| 2017 | Usain Bolt in 2017         | Usain Bolt                          | Jamajka    | Atletika    | Stephen Curry (košarka) Mo Farah (atletika) LeBron James (košarka) Andy Murray (tenis) Cristiano Ronaldo (nogomet)                      | [ 38 ] [ 39 ] |
| 2018 | Roger Federer in 2017      | Roger Federer                       | Švica      | Tenis       | Mo Farah (atletika) Chris Froome (kolesarstvo) Lewis Hamilton (F1) Rafael Nadal (tenis) Cristiano Ronaldo (nogomet)                     | [ 40 ] [ 41 ] |
| 2019 | Novak Djokovic in 2017     | Novak Djokovic                      | Srbija     | Tenis       | Lewis Hamilton (F1) LeBron James (košarka) Eliud Kipchoge (atletika) Kylian Mbappé (nogomet) Luka Modrić (nogomet)                      | [ 42 ] [ 43 ] |
| 2020 | Lewis Hamilton in 2018     | Lewis Hamilton                      | VB         | Formula 1   | Eliud Kipchoge (atletika) Marc Márquez (MotoGP) Rafael Nadal (tenis) Tiger Woods (golf)                                                 | [ 44 ]        |
| 2020 | Lionel Messi in 2018       | Lionel Messi                        | Argentina  | Nogomet     | Eliud Kipchoge (atletika) Marc Márquez (MotoGP) Rafael Nadal (tenis) Tiger Woods (golf)                                                 | [ 44 ]        |
| 2021 | Rafael Nadal in 2021       | Rafael Nadal                        | Španija    | Tenis       | Joshua Cheptegei (atletika) Armand Duplantis (atletika) Lewis Hamilton (F1) LeBron James (košarka) Robert Lewandowski (nogomet)         | [ 45 ]        |
| 2022 | Max Verstappen in 2017     | Max Verstappen                      | Nizozemska | Formula 1   | Tom Brady (ameriški nogomet) Novak Djokovic (tenis) Caeleb Dressel (plavanje) Eliud Kipchoge (atletika) Robert Lewandowski (nogomet)    | [ 46 ]        |
| 2023 | Lionel Messi in 2022       | Lionel Messi                        | Argentina  | Nogomet     | Stephen Curry (košarka) Armand Duplantis (atletika) Kylian Mbappé (nogomet) Rafael Nadal (tenis) Max Verstappen (F1)                    | [ 47 ] [ 48 ] |
| 2024 | Novak Djokovic in 2023     | Novak Djokovic                      | Srbija     | Tenis       | Armand Duplantis (atletika) Erling Haaland (nogomet) Noah Lyles (atletika) Lionel Messi (nogomet) Max Verstappen (F1)                   | [ 49 ] [ 50 ] |
| 2025 | Duplantis in 2023          | Armand Duplantis                    | Švedska    | Atletika    | Carlos Alcaraz (tenis) Armand Duplantis (atletika) Leon Marchand (plavanje) Max Verstappen (Formula 1) Tadej Pogačar (kolesarstvo)      | [ 51 ] [ 52 ] |

### Laureusova svetovna športnica leta
| Leto | Slika                   | Dobitnica                        | Država     | Šport      | Nominiranci | Ref.          |
| ---- | ----------------------- | -------------------------------- | ---------- | ---------- | --- | ------------- |
| 2000 | Marion Jones            | Marion Jones* (naknadno odvzeto) | ZDA        | Atletika   | Lindsay Davenport (tenis) Gabriela Szabo (atletika) | [ 53 ] [ 54 ] |
| 2001 | Cathy Freeman           | Cathy Freeman                    | Avstralija | Atletika   | Inge de Bruijn (plavanje) Marion Jones* (atletika) Karrie Webb (golf) Venus Williams (tenis)                                                                             | [ 55 ] [ 56 ] |
| 2002 | Jennifer Capriati       | Jennifer Capriati                | ZDA        | Tenis      | Inge de Bruijn (plavanje) Stacy Dragila (atletika) Annika Sörenstam (golf) Venus Williams (tenis)                                                                        | [ 57 ] [ 58 ] |
| 2003 | Serena Williams         | Serena Williams                  | ZDA        | Tenis      | Marion Jones* (atletika) Janica Kostelić (alpsko smučanje) Paula Radcliffe (atletika) Annika Sörenstam (golf)                                                            | [ 59 ] [ 60 ] |
| 2004 | Annika Sorenstam        | Annika Sörenstam                 | Švedska    | Golf       | Inge de Bruijn (plavanje) Justine Henin-Hardenne (tenis) Maria de Lurdes Mutola (atletika) Paula Radcliffe (atletika) Serena Williams (tenis)                            | [ 61 ] [ 62 ] |
| 2005 | Kelly Holmes            | Kelly Holmes                     | VB         | Atletika   | Yelena Isinbayeva (atletika) Carolina Klüft (atletika) Maria Sharapova (tenis) Annika Sörenstam (golf) L. Z.-Van Moorsel (kolesarstvo)                                   | [ 63 ] [ 64 ] |
| 2006 |                         | Janica Kostelić                  | Hrvaška    | Smučanje   | Kim Clijsters (tenis) · ETH Tirunesh Dibaba (atletika) · Yelena Isinbayeva (atletika) · Carolina Klüft (atletika) · Paula Radcliffe (atletika) · Annika Sörenstam (golf) | [ 65 ] [ 66 ] |
| 2007 | Yelena Isinbayeva       | Yelena Isinbayeva                | Rusija     | Atletika   | Justine Henin (tenis) Carolina Klüft (atletika) Laure Manaudou (plavanje) Amélie Mauresmo (tenis) Maria Sharapova (tenis)                                                | [ 67 ] [ 68 ] |
| 2008 | Justin Henin            | Justine Henin                    | Belgija    | Tenis      | Yelena Isinbayeva (atletika) Carolina Klüft (atletika) Libby Lenton (plavanje) Marta (nogomet) Lorena Ochoa (golf)                                                       | [ 69 ] [ 70 ] |
| 2009 | Yelena Isinbayeva       | Yelena Isinbayeva                | Rusija     | Atletika   | Tirunesh Dibaba (atletika) Lorena Ochoa (golf) Stephanie Rice (plavanje) Lindsey Vonn (alpsko smučanje) Venus Williams (tenis)                                           | [ 71 ] [ 72 ] |
| 2010 | Serena Williams         | Serena Williams                  | ZDA        | Tenis      | Shelly-Ann Fraser (atletika) Federica Pellegrini (plavanje) Sanya Richards (atletika) Britta Steffen (plavanje) Lindsey Vonn (alpsko smučanje)                           | [ 60 ] [ 73 ] |
| 2011 | Lindsey Vonn            | Lindsey Vonn                     | ZDA        | Smučanje   | Kim Clijsters (tenis) Jessica Ennis (atletika) Blanka Vlašić (atletika) Serena Williams (tenis) Caroline Wozniacki (tenis)                                               | [ 74 ] [ 75 ] |
| 2012 | Vivian Cheruiyot        | Vivian Cheruiyot                 | Kenija     | Atletika   | Carmelita Jeter (atletika) Maria Höfl-Riesch (alp. smučanje) Homare Sawa (nogomet) Petra Kvitová (tenis) Yani Tseng (golf)                                               | [ 76 ] [ 77 ] |
| 2013 | Jessica Ennis           | Jessica Ennis                    | VB         | Atletika   | Allyson Felix (atletika) Lindsey Vonn (alpsko smučanje) Missy Franklin (plavanje) Serena Williams (tenis) Shelly-Ann Fraser-Pryce (atletika)                             | [ 78 ] [ 79 ] |
| 2014 | Missy Franklin          | Missy Franklin                   | ZDA        | Plavanje   | Serena Williams (tenis) Shelly-Ann Fraser-Pryce (atletika) Yelena Isinbayeva (atletika) Tina Maze (alpsko smučanje) Nadine Angerer (nogomet)                             | [ 80 ] [ 81 ] |
| 2015 | Genzebe Dibaba          | Genzebe Dibaba                   | Etiopija   | Atletika   | Valerie Adams (atletika) Li Na (tenis) Tina Maze (alpsko smučanje) Serena Williams (tenis) Marit Bjorgen (nordijsko smučanje)                                            | [ 82 ] [ 83 ] |
| 2016 | Serena Williams         | Serena Williams                  | ZDA        | Tenis      | Genzebe Dibaba (atletika) Anna Fenninger (alpsko smučanje) Shelly-Ann Fraser-Pryce (atletika) Katie Ledecky (plavanje) Carli Lloyd (nogomet)                             | [ 60 ] [ 84 ] |
| 2017 | Simone Biles            | Simone Biles                     | ZDA        | Gimnastika | Allyson Felix (atletika) Laura Kenny (kolesarstvo) Angelique Kerber (tenis) Katie Ledecky (plavanje) Elaine Thompson (atletika)                                          | [ 85 ] [ 86 ] |
| 2018 | Serena Williams         | Serena Williams                  | ZDA        | Tenis      | Allyson Felix (atletika) Katie Ledecky (plavanje) Garbiñe Muguruza (tenis) Caster Semenya (atletika) Mikaela Shiffrin (alpsko smučanje)                                  | [ 87 ] [ 88 ] |
| 2019 | Simone Biles            | Simone Biles                     | ZDA        | Gimnastika | Simona Halep (tenis) Angelique Kerber (tenis) Ester Ledecká (deskanje na snegu) Daniela Ryf (triatlon) Mikaela Shiffrin (alpsko smučanje)                                | [ 89 ] [ 90 ] |
| 2020 | Simone Biles            | Simone Biles                     | ZDA        | Gimnastika | Allyson Felix (atletika) Megan Rapinoe (nogomet) Mikaela Shiffrin (alpsko smučanje) Naomi Osaka (tenis) Shelly-Ann Fraser-Pryce (atletika)                               | [ 44 ] [ 91 ] |
| 2021 | Naomi Osaka             | Naomi Osaka                      | Japonska   | Tenis      | Anna van der Breggen (kolesarstvo) Federica Brignone (alp. smučanje) Brigid Kosgei (atletika) Wendie Renard (nogomet) Breanna Stewart (košarka)                          | [ 45 ]        |
| 2022 | Elaine Thompson-Herah   | E. Thompson-Herah                | Jamajka    | Atletika   | Ashleigh Barty (tenis) Allyson Felix (atletika) Katie Ledecky (plavanje) Emma McKeon (plavanje) Alexia Putellas (nogomet)                                                | [ 46 ]        |
| 2023 | Shelly-Ann Fraser-Pryce | S.-A. Fraser-Pryce               | Jamajka    | Atletika   | Katie Ledecky (plavanje) S. McLaughlin-Levrone (atletika) Alexia Putellas (nogomet) Mikaela Shiffrin (alpsko smučanje) Iga Swiatek (tenis)                               | [ 92 ]        |
| 2024 | Aitana Bonmatí          | Aitana Bonmatí                   | Španija    | Nogomet    | Shericka Jackson (atletika) Faith Kipyegon (atletika) Sha'Carri Richardson (atletika) Mikaela Shiffrin (alpsko smučanje) Iga Swiatek (tenis)                             | [ 93 ]        |
| 2025 | Simone Biles            | Simone Biles                     | ZDA        | Gimnastika | Aitana Bonmatí (nogomet) Sifan Hassan (atletika) Faith Kipyegon (atletika) Sydney McLaughlin-Levrone (atletika) Aryna Sabalenka (tenis)                                  | [ 51 ] [ 52 ] |